# Dennis Daube
Dennis Daube (Amburgo, 11 luglio 1989) è un ex calciatore tedesco, di ruolo centrocampista.